# Tullio Zuppet
Tullio Zuppet (San Canzian d'Isonzo, 27 febbraio 1926 – Varese, 8 novembre 1998) è stato un calciatore italiano.

## Carriera
Esordisce in Serie A con la maglia dell'Atalanta. Si ritira dall'attività agonistica a 22 anni a causa di un serio infortunio al menisco.